# Weltdokumentenerbe
Das Weltdokumentenerbe ist ein Verzeichnis im Rahmen des 1992 von der UNESCO gegründeten Programms Memory of the World (MoW, englisch für Gedächtnis der Welt) „zur Bewahrung des dokumentarischen Erbes der Menschheit“. Dieses Programm dient dazu, den freien Zugang zu bedeutsamen Dokumenten zu sichern, das dokumentarische Erbe zu bewahren und Aufmerksamkeit für dessen Bedeutung zu schaffen.

## Ziele
Es werden mit dem Programm drei globale Ziele verfolgt:
1. Sicherung („preservation“) des dokumentarischen Erbes vor Gedächtnisverlust und Zerstörung.
2. Unterstützung des universellen Zugangs („access“) zu weltweit kulturell bedeutsamen und historisch wichtigen Dokumenten.
3. weltweite Erhöhung des Bewusstseins („awareness“) über die Existenz und Bedeutung des Dokumentenerbes.

Es geht bei dem Programm nicht um eine finanzielle Unterstützung zum Zweck der Restaurierung des Dokumentenerbes, sondern soll vielmehr als internationale Auszeichnung gelten.

## Beschreibung

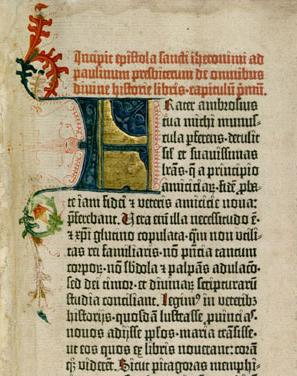
Gutenberg-Bibel

Das Programm wird vom International Advisory Committee (IAC) verwaltet, dessen 14 Mitglieder vom Generaldirektor der UNESCO ernannt werden.
1997 wurden die ersten Dokumente in das Register eingetragen. Aufgenommen werden sollen wertvolle Buchbestände, Handschriften, Partituren, Unikate, Bild-, Ton- und Filmdokumente, „die das kollektive Gedächtnis der Menschen in den verschiedenen Ländern unserer Erde repräsentieren“. Die Ernennung ist keine finanzielle Unterstützung, sondern soll als Auszeichnung verstanden werden: Die Heimatstaaten verpflichten sich – wie bei den anderen Welterbe-Programmen – mit der Nominierung, im Dienste der internationalen Staatengemeinschaft für die „Bewahrung und Verfügbarkeit“ des jeweiligen dokumentarischen Erbes zu sorgen.
Das Programm Memory of the World wurde im Jahr 2003 mit der Charta zur Bewahrung des digitalen Kulturerbes zur Frage der Langzeitarchivierung digitalisierter Dokumente sowie von ausschließlich digital vorhandenen Materialien fortgesetzt.
Staaten können alle zwei Jahre bis zu zwei Dokumente zum neuen Eintrag in die Liste nominieren. Zusätzliche sind Gemeinschaftsnominierungen, bei welchen zwei oder mehrere Staaten kooperieren, ohne zahlenmäßige Beschränkung möglich. Über deren Aufnahme entscheidet dann das IAC im Rahmen seiner Meetings. Aktuell umfasst die Liste des Weltdokumentenerbes 570 Dokumente (Stand: Mai 2025).

## Sitzungen des International Advisory Committee (IAC)
| Sitzung | Jahr | Datum                      | Tagungsort                                          |
| ------- | ---- | -------------------------- | --------------------------------------------------- |
| 1       | 1993 | 12.–14. September          | Pułtusk / Polen                                     |
| 2       | 1995 | 3.–5. Mai                  | Paris / Frankreich                                  |
| 3       | 1997 | 29. September – 1. Oktober | Taschkent / Usbekistan                              |
| 4       | 1999 | 4.–5. September            | London / Vereinigtes Königreich                     |
| 5       | 2001 | 10.–12. Juni               | Wien / Österreich                                   |
| 6       | 2003 | 28.–30. August             | Danzig / Polen                                      |
| 7       | 2005 | 13.–18. Juni               | Lijiang / Volksrepublik China                       |
| 8       | 2007 | 11.–15. Juni               | Pretoria / Südafrika                                |
| 9       | 2009 | 27.–31. Juli               | Bridgetown / Barbados                               |
| 10      | 2011 | 22.–25. Mai                | Manchester / Vereinigtes Königreich                 |
| 11      | 2013 | 18.–21. Juni               | Gwangju / Südkorea                                  |
| 12      | 2015 | 4.–6. Oktober              | Abu Dhabi / Vereinigte Arabische Emirate            |
| 13      | 2017 | 24.–27. Oktober            | Paris / Frankreich                                  |
| 14      | 2019 | 9.–14. Dezember            | Bogotá / Kolumbien                                  |
| 15      | 2020 | 14.–18. Dezember           | digital, ursprünglich geplant in Kingston / Jamaika |
| 16      | 2023 | 8.–10. März, 11. April     | Paris / Frankreich und digital (11. April)          |
| 17      | 2025 | 26.–28. Februar            | Paris / Frankreich                                  |